# اتحادیه دانشگاه‌های کلمبیایی
اتحادیه دانشگاه‌های کلمبیایی (اسپانیایی: Asociación Colombiana de Universidades‎) یک سازمان غیردولتی و ناسودبر است که دانشگاه‌های خصوصی و دولتی کلمبیا را تجمیع می‌کند.